# Poxnora
PoxNora — коллекционная пошаговая тактическая онлайн игра. Игрок командует армией фантастических существ, применяет заклинания, ставит реликвии и раздает инвентарь. Эти существа, заклинания, артефакты и инвентарь представлены картами (рунами). Каждая карта имеет ряд свойств, например, стоимость и тайм-аут.

## Виды карт

### Чемпионы
Когда чемпиона призывают на карту он может двигаться, атаковать или использовать специальные умения. Каждое действие стоит определенное количество очков действия.

### Заклинания
Заклинания можно применять на чемпионе, участке карты или на всю карту.

### Реликвии
Существуют карты построек и камней

### Инвентарь
Одежда, амулеты и оружие.

## Ход игры
Карты для игры формируются в колоды, называемые БГ. Игрок выбирает БГ до игры, не имея понятия какие карты имеет противник.
В начале игры все карты скрыты. Каждый ход игрокам становятся доступны несколько карт. Каждая карта стоит некоторое количество «Норы» для призыва. Нора это основной ресурс получаемый в начале каждого хода. Для получения большего количества норы необходимо захватить дикую сферу норы, который разбросаны по карте и в начале игры никому не принадлежит.
Цель игры уничтожить замок оппонента.

## Игровые фракции
Мир разделен на 8 зон, каждая из которых принадлежит определенной фракции.

### Фракции протектората
- Форгларское болото.

Расы — Богхопперы, Фирки, Майрфолки, Бестии.
- Крепость железного кулака.

Расы — Дварфы, Барбарианы.
- Лес К’Тир.

Расы — Эльфы, Кентавры, Гару, Феи.
- Дикая тундра.

Расы — Лонхи, Жакеи, Йети, Бестии.

### Фракции ярости
- Разбитые пики.

Расы — Г’херны, Мога, Войл, Циклопы. 
- Подземные глубины.

Расы — Демоны, Демонические Эльфы, Гоблины
- Расколотые земли.

Расы — Драксары, Скизики, Бестии.
- Покинутые пустоши.

Расы — Нежить, Духи, Вампиры.